# Beklaga av allt sinne
Beklaga av allt sinne är en gammal botpsalm i sex verser av dansk författare från 1530-talet med en svensk översättning på 1570-talet av Erik XIV. Psalmen bearbetades av Johan Olof Wallin okänt årtal.
Psalmen inleds 1695 med orden:
Beklaga af alt mitt sinne
Må jagh medh Konung Dawid
Melodin ändrades vid Nya psalmer 1921 (som var ett tillägg till 1819 års psalmbok), då melodin angavs vara komponerad av Oscar Blom 1916.
|  |
|  |

## Publicerad i
- Göteborgspsalmboken under rubriken "Om Boot och Bättring".[1]
- 1695 års psalmbok som nr 248 under rubriken "Boot-Psalmer".
- 1819 års psalmbok som nr 180 under rubriken "Nådens ordning: Omvändelsen: Ånger och tro (botpsalmer)".